# Paul Poiret
Pour les articles homonymes, voir Poiret.
Paul Poiret est un grand couturier et parfumeur français né le 20 avril 1879 à Paris 1er et mort le 28 avril 1944 à Paris 17e.
Connu pour ses audaces, il est considéré comme un précurseur du style Art déco. Il crée la maison de couture qui porte son nom en 1903.

## Biographie

### Famille
Fils d'Auguste Poiret (vers 1840-1903), marchand-drapier établi rue des Deux-Écus aux abords de la Halle aux blés des Halles centrales, et de Louise Heinrich, son épouse, Alexandre Paul Poiret est le second enfant et le seul garçon d'une fratrie de quatre enfants.
Il a trois sœurs. L'aînée, Jeanne (1871-1959) épousera le bijoutier René Boivin (1864-1917) ; la cadette, Germaine (1885-1971), modiste et artiste peintre, s'unira à un certain Bongard et tiendra de 1911 à 1925 au 5, rue de Penthièvre à Paris une maison de couture connue sous le nom de Jove, dans laquelle elle exposera des œuvres d'artistes de l'École de Paris ; la benjamine, Nicole (1887-1967) donnera à son époux, l'ébéniste André Groult (1884-1967) deux enfants : Benoîte Groult et Flora Groult.
Paul Poiret épouse le 5 octobre 1905 à Paris Denise Boulet (1886-1982). Le couple aura cinq enfants : Rosine (née en 1906), Perrine (vers 1910), Martine (1911), Colin (1912) et Gaspard (vers 1913).

### Les débuts
Paul Poiret est embauché comme dessinateur de mode chez Doucet en 1898, puis travaille chez Worth de 1901 à 1903. 

### La  meilleures années de la maison Paul Poiret (1903-1918)
Il ouvre sa maison de couture en septembre 1903 et habille Réjane, ce qui le lance. Il est le premier couturier, avec Madeleine Vionnet, à supprimer le corset en 1906, en créant des robes taille haute. Il devient ainsi un pionnier de l'émancipation féminine.
En 1908, il confie à Paul Iribe de dessin du catalogue Les Robes de Paul Poiret racontées par Paul Iribe. Le caractère novateur de l'ouvrage lui confère un grand succès. 

Créations de 1908 illustrées par Paul Iribe dans Les Robes de Paul Poiret
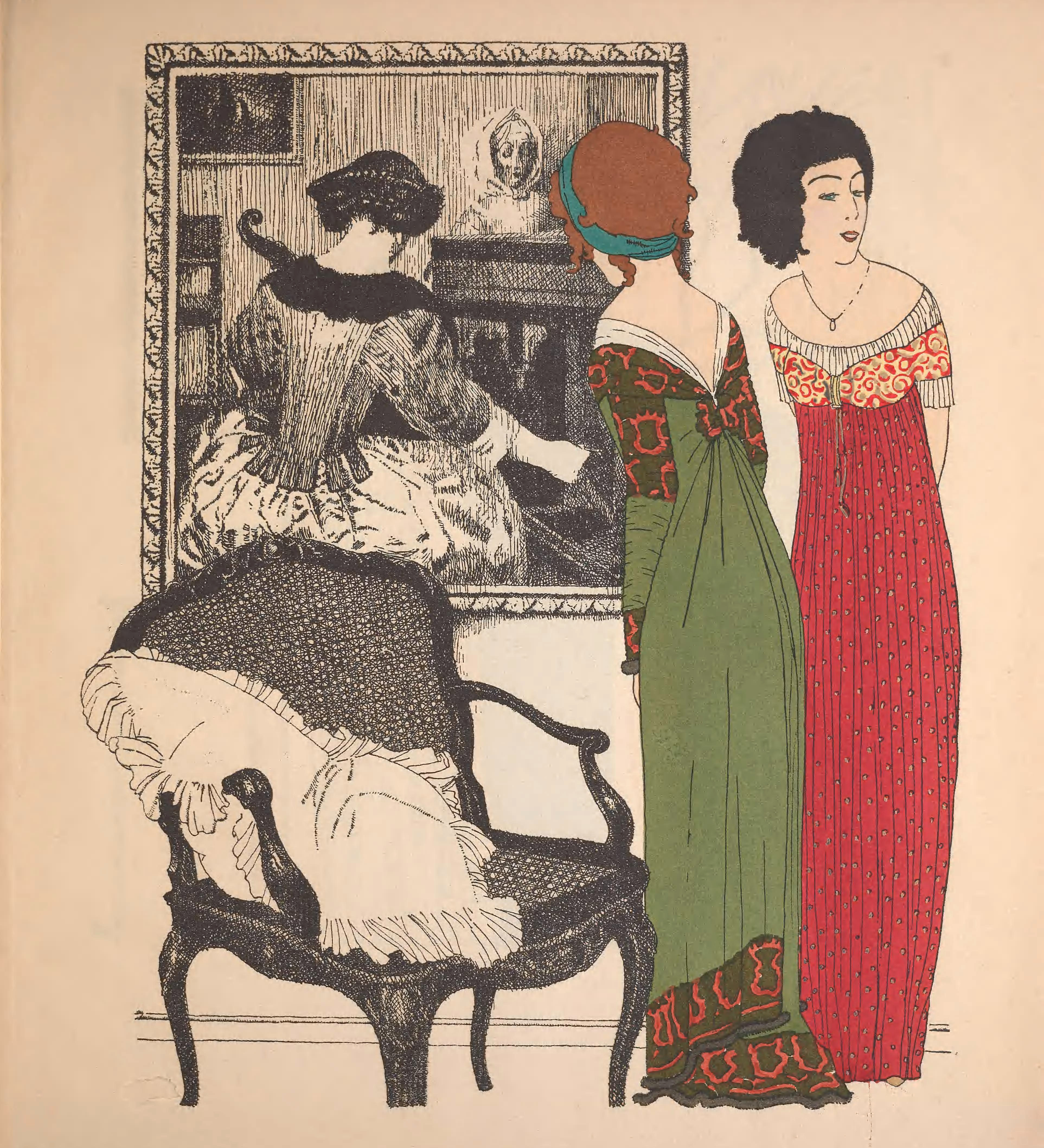
Planche 15.
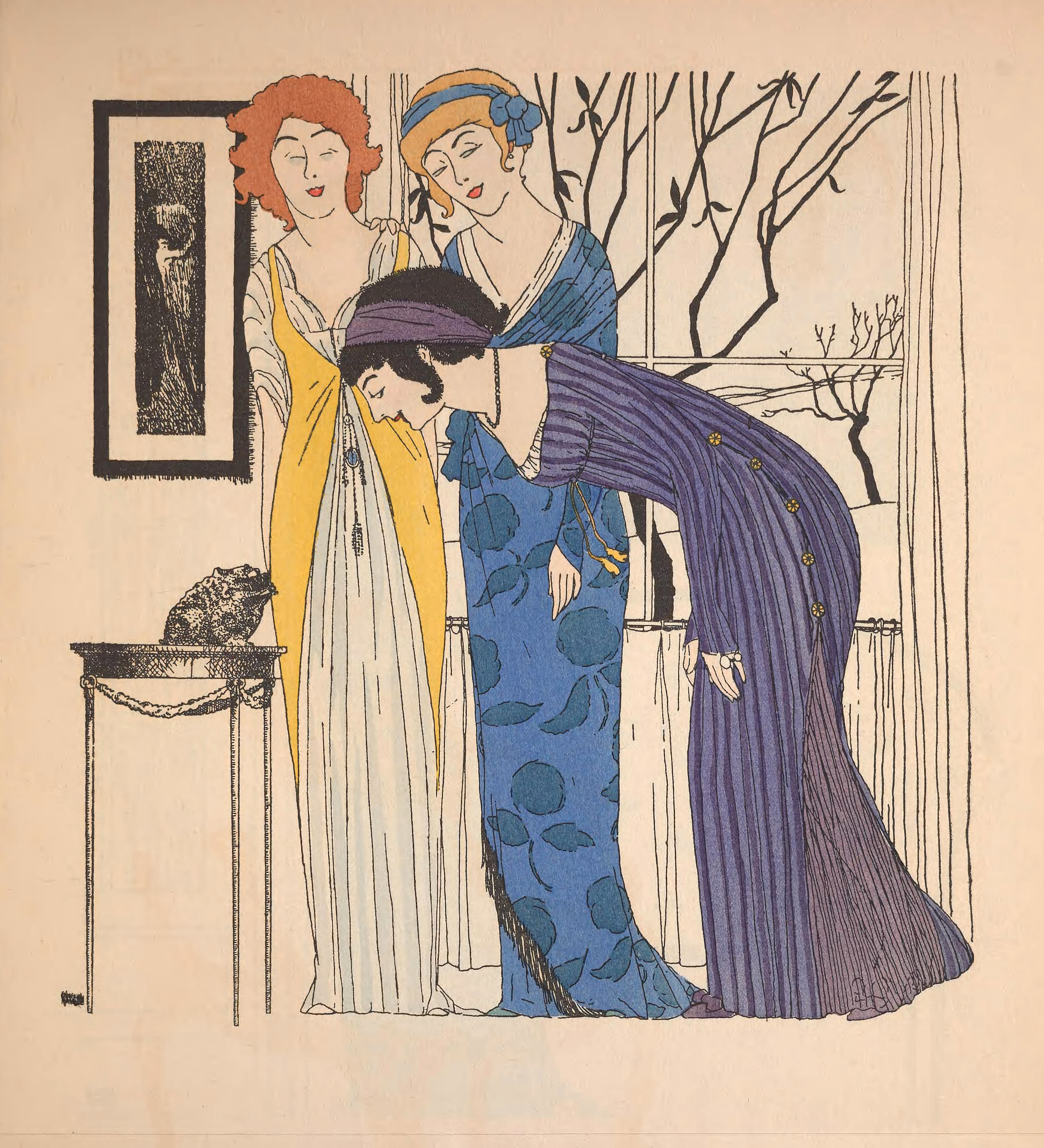
Planche 17.
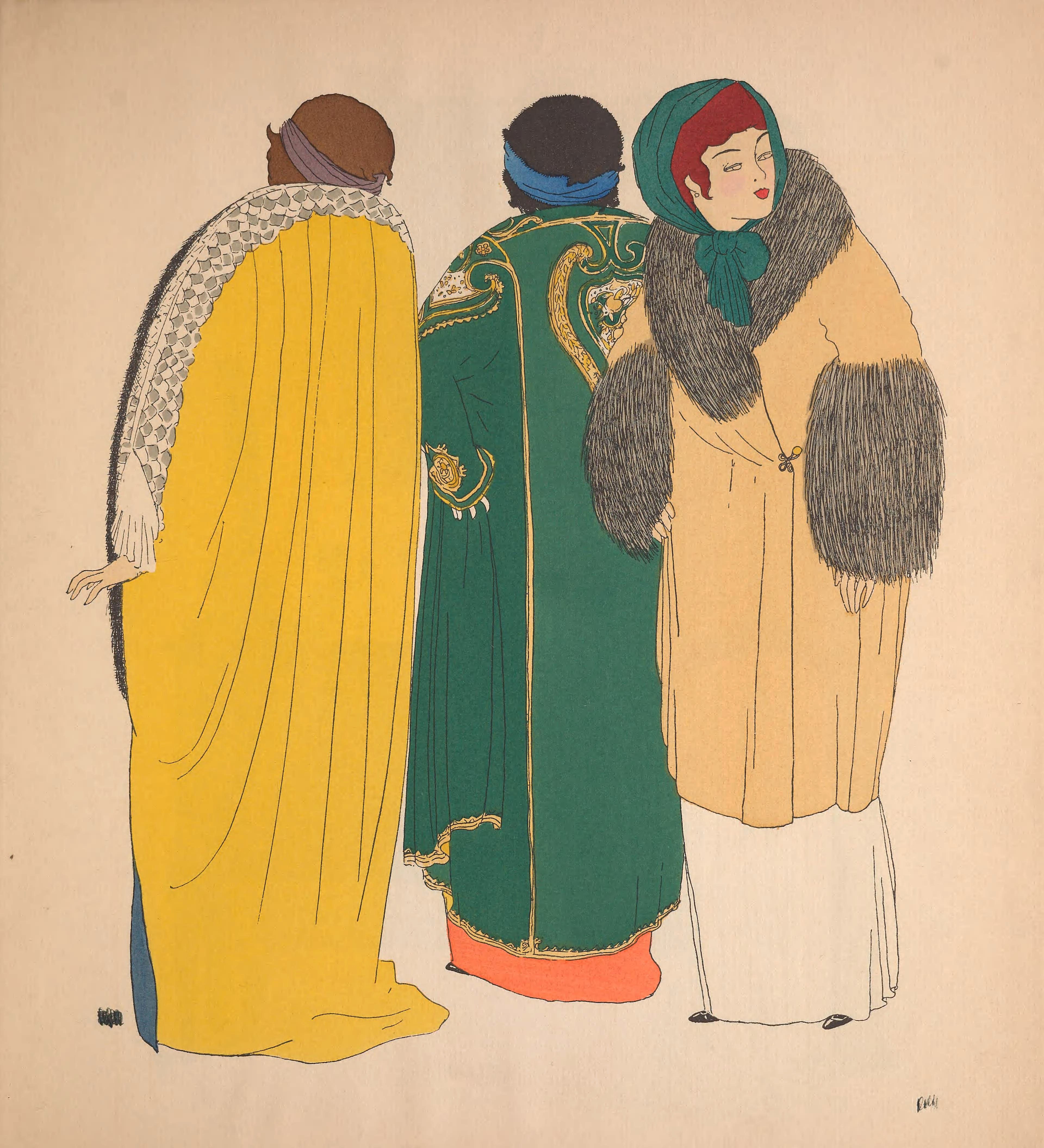
Planche 29.

En 1909, il fait l'acquisition de l'ancien hôtel du Gouverneur des pages (XVIIIe siècle), 107, rue du Faubourg-Saint-Honoré, dont le jardin s'étend jusqu'à une grille de clôture à hauteur du 26, avenue d'Antin. Il confie l'aménagement de cet hôtel particulier en lieu de vie pour lui et sa famille, en lieu de travail et en siège pour sa maison de couture à l'architecte et décorateur ensemblier Louis Süe (1875-1968) qui opte pour le style néo-Louis XVI[réf. nécessaire].
En 1910, l'orientalisme est à la mode. Les ballets russes et Léon Bakst triomphent à Paris. Poiret suit la tendance. Il achète les tissus colorés du Wiener Werkstätte à Vienne avec qui il entame une longue collaboration.
En mai 1910, il loue à Henri Barbazanges l'arrière-cour de son hôtel qui devient la galerie Barbazanges, située au 109 rue du Faubourg-Saint-Honoré, où Poiret organise deux fois l'an des expositions jusqu'en 1923,.
Dans cet hôtel particulier, Poiret donne le 24 juin 1911 la somptueuse fête costumée persane sur le thème La mille & deuxième nuit , à laquelle sont conviés 300 invités, essentiellement des artistes. La maison est fermée de tapisseries pour l'évènement qui fera date. Le premier salon est aménagé en « cour sablée où, sous un vélum bleu essor, des fontaines jaillissaient dans des vasques en porcelaines ». De nombreuses personnalités sont présentées, comme les peintres Luc-Albert Moreau et Guy-Pierre Fauconnet, l'actrice Régina Badet ou la princesse Murat, alors que le tragédien Édouard de Max conte Les Sept Vizirs.
Cette même année, Poiret lance Les Parfums de Rosine — du prénom de sa première fille — et devient le premier à imaginer le « parfum de couturier » qu'il conçoit en harmonie avec ses créations. Il ouvre un laboratoire au 39, rue du Colisée et une usine à Courbevoie incluant un atelier de verrerie et de cartonnerie pour le conditionnement. Les premières compositions sont imaginées par Maurice Schaller puis par Henri Alméras, mais Poiret s'implique personnellement. Jusqu'en 1929, ce sont 35 parfums qui sortent des usines, dont certains adoptent des noms singuliers comme Shakhyamuni (1913) ou Hahna l’Étrange Fleur (1919).
Toujours en 1911, il se diversifie dans les broderies et les imprimés avec les Ateliers de Martine — du prénom de sa deuxième fille —. Georges Lepape collabore à l'album Les Choses de Paul Poiret pour présenter ses robes. Il fait aussi appel à d'autres artistes peintres comme Raoul Dufy, Mario Simon, André Marty, etc.
En 1911, pendant son voyage en Russie, Poiret s'installe chez son amie et grande couturière russe Nadejda Lamanova dans son atelier au boulevard Tverskoï (Moscou) et donne trois défilés de mode,.

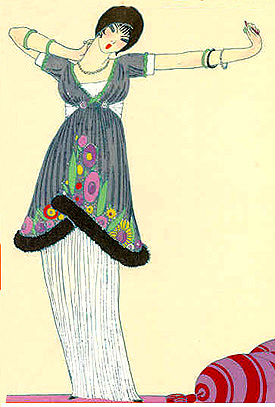
Poiret 1912

Entre 1911 et 1917, il loue et restaure le pavillon du Butard à La Celle-Saint-Cloud et l'utilise comme résidence estivale et écrin de grandes fêtes, dont celle restée célèbre en date du 20 juin 1912 — « Festes de Bacchus » — à l'occasion de laquelle il crée un costume de bacchante : robe en mousseline de soie imprimée et un « châle Knossos » de Mariano Fortuny y Madrazo, portés par Denise Poiret. Isadora Duncan danse sur les tables au milieu de 300 invités et 900 bouteilles de champagne furent consommées jusqu'aux premières lueurs du jour. 
Antérieurement, il avait fait construire à l'Île-Tudy la villa Kermaria où il organisa aussi des fêtes somptueuses ; les peintres Bernard Naudin et Raoul Dufy par exemple y séjournèrent, ainsi que le poète Max Jacob.
Il fait partie du cercle des Mortigny, fondé par Dimitri d'Osnobichine, qui regroupe de nombreux artistes et habitués de la vie parisienne : Bernard Boutet de Monvel, Pierre Brissaud, Georges Villa, Guy Arnoux, Joë Hamman, Lucien-Victor Guirand de Scevola, Joseph Pinchon, André Warnod, Pierre Troisgros, Jean Routier, Henri Callot, Pierre Falize, Pierre Prunier, cercle qui fonctionne jusque dans les années 1950. Poiret fait jouer Le Secret des Mortigny, pièce de Marcel Bain au théâtre de l'Oasis, théâtre de verdure dans le jardin de l'hôtel particulier du couturier au 26, avenue Victor-Emmanuel III à Paris.  
Poiret connaît le triomphe : il habille les comédiennes les plus en vue ; c'est lui qui gaine de soie la première vamp de l'histoire, Irma Vep, interprétée par Musidora sous la direction de Louis Feuillade. 
Il habille également le Tout-Paris, aidé par sa femme Denise qui se fait ambassadrice de la marque. Il s'inspire de ses nombreux voyages pour créer des vêtements marqués par l'Orient, la Russie, l'Afrique du Nord. 
En collaboration avec le peintre Raoul Dufy, il lance des imprimés audacieux. Plus tard, il crée la jupe-culotte et la jupe entravée, qui font scandale.
Le 5 novembre 1913, jour de l'inauguration du Salon d'automne au Grand Palais à Paris, il remarque et achète le soir même deux des trois bouteilles décorées de médaillons et bandeaux émaillés de Maurice Marinot, avec qui il cherchera fin 1919 à collaborer directement en association avec son beau-frère André Groult, mais sans succès.
Il édita des robes de Georges Barbier, dont Groult éditait les papiers peints.
On lui doit la coupe du pantalon bleu horizon porté par les poilus à partir de fin 1916.
André Derain peint son portrait en 1915 (musée de Grenoble).

### Entre deux guerres (1918-1929)
Après la Première Guerre mondiale, son étoile commence à pâlir. La clientèle le délaisse pour un style plus épuré. 
En 1921-1923, il fait construire à Mézy-sur-Seine (Yvelines) la villa Paul Poiret, dessinée par Robert Mallet-Stevens, dont la construction est interrompue par les difficultés financières du couturier en 1923, et qui ne sera terminée qu'en 1932 par Elvire Popesco, qui l'avait rachetée deux ans auparavant. 
Il possédait également la villa Casablanca à Biarritz, construite en 1922 par Guillaume Tronchet et rachetée ensuite par Jean Patou. Il possédait également la villa Treizaine à Gassin, sur la route de Saint-Tropez, où il peint.
La Maison Paul Poiret connaît ses premières difficultés financières en 1923, mais poursuit ses activités grâce au soutien financier de Georges Aubert.  
Sa participation à l'Exposition internationale des Arts décoratifs et industriels modernes en 1925 est très remarquée : il présente ses collections sur trois péniches baptisées Délices, Amours et Orgues. 
En 1927, il joue avec Colette dans sa pièce La Vagabonde. 
En 1928, Paul Poiret publie Pan, Annuaire du luxe à Paris, aux Éditions Devambez, très bel annuaire qui réunit presque tous les grands noms du commerce de luxe de l'époque. Publié et conçu par lui, il est illustré de 116 planches en noir et en couleurs par les plus grands artistes contemporains. Cet album offre un panorama important sur la publicité des années 1920 : tailleurs, chapeliers, cannes, bottiers, couturiers, lingerie, fourrures, bijoux, la table, orfèvrerie, primeurs, vins, fleurs, galeries d'exposition, photographes, pharmaciens, restaurants, hôtels, cabarets, voyages, sports, bagages, plages, chevaux, chasse, pêche, etc.
Fin novembre 1929, la maison Paul Poiret ferme, du fait de la crise économique. Les Parfums de Rosine sont rachetés par Oriza L. Legrand.

### Fin de vie (1930-1944)
Dans les années 1930, il publie trois livres de mémoires dont En habillant l'époque, et il invente la gaine[réf. nécessaire], souple et confortable.
Selon Georges Simenon (dans sa Dictée du 13 avril 1976) :

« Un moment est venu où il a été mis en faillite. Et Paul Poiret, l'homme de ces fêtes inoubliables, qui dépensait par millions, s'est retrouvé sans un centime et ... sans un ami. Au lieu de manifester le moindre désespoir ou la moindre humiliation, il est devenu clochard. Pas un faux clochard. Pas un amateur clochard. Vêtu d'une vaste cape de gros drap qui lui restait de son époque glorieuse, il dormait sur les bancs des squares. Je l'y ai vu. Sa barbe, jadis soignée et très courte, était devenue celle d'un troglodyte. »

En avril 1944, il meurt, en partie ruiné, et oublié. Il est inhumé au cimetière de Montmartre (8e division). 

Créations de Paul Poiret
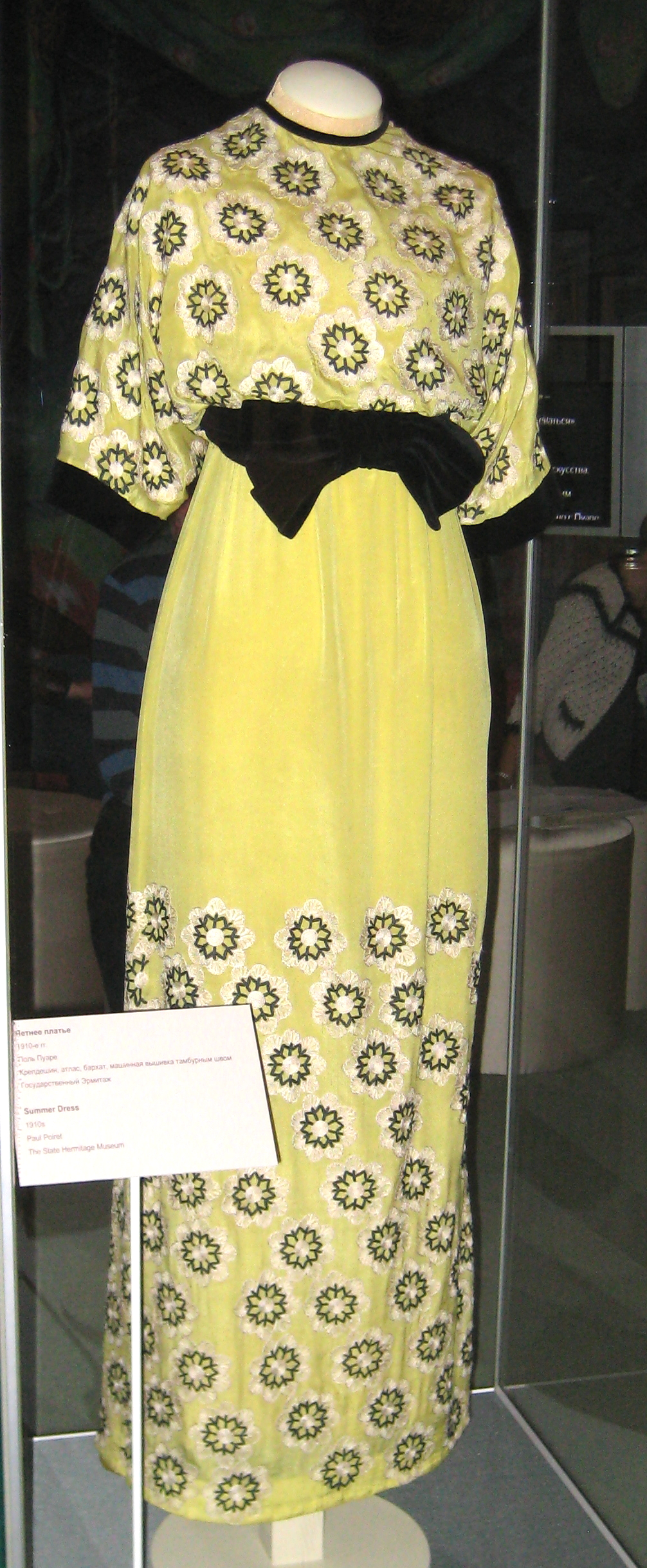
Robe d’été (années 1910), Saint-Pétersbourg, musée de l'Ermitage.
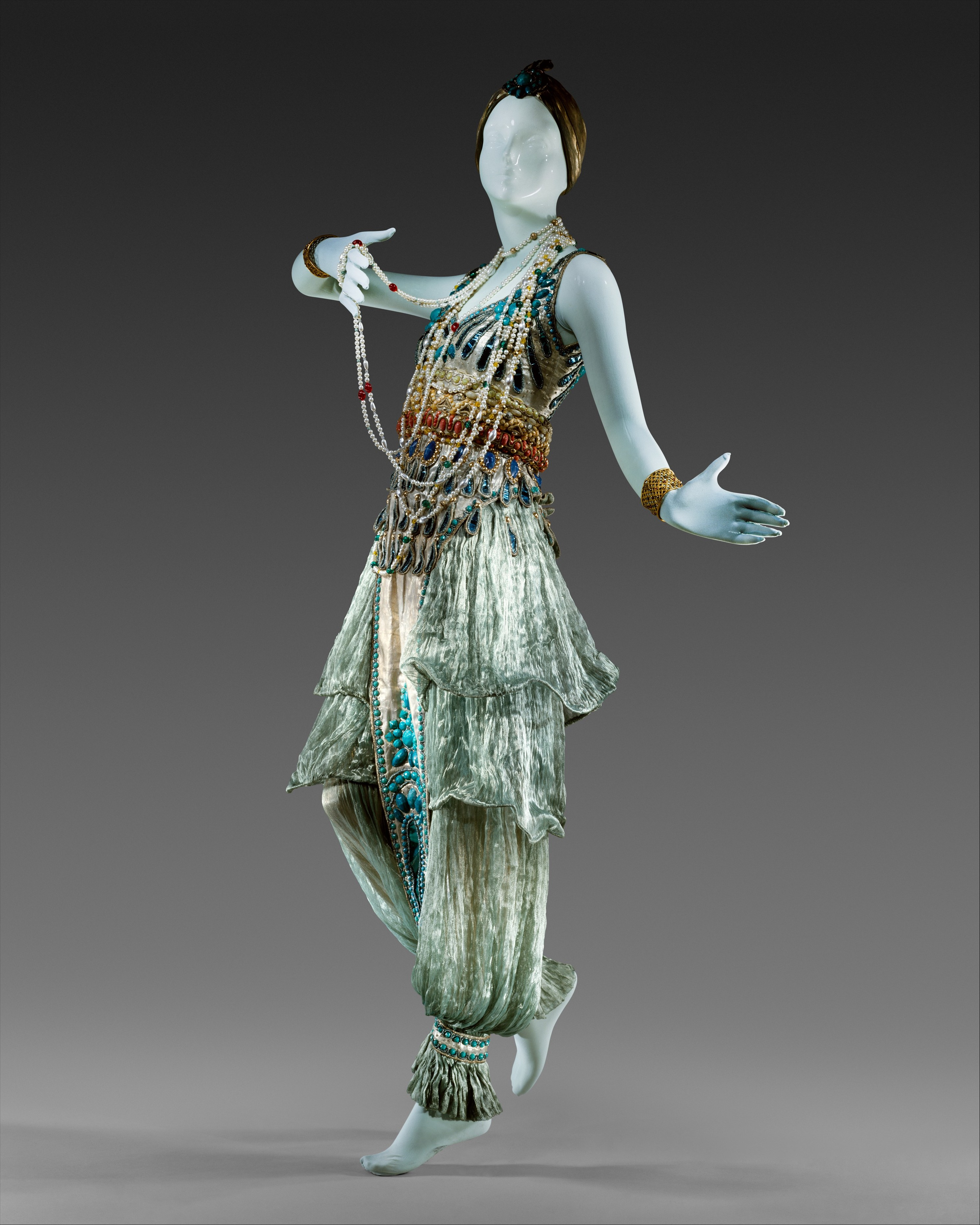
Robe de soirée en soie et coton, détails métalliques (1911), New York, Metropolitan Museum of Art.
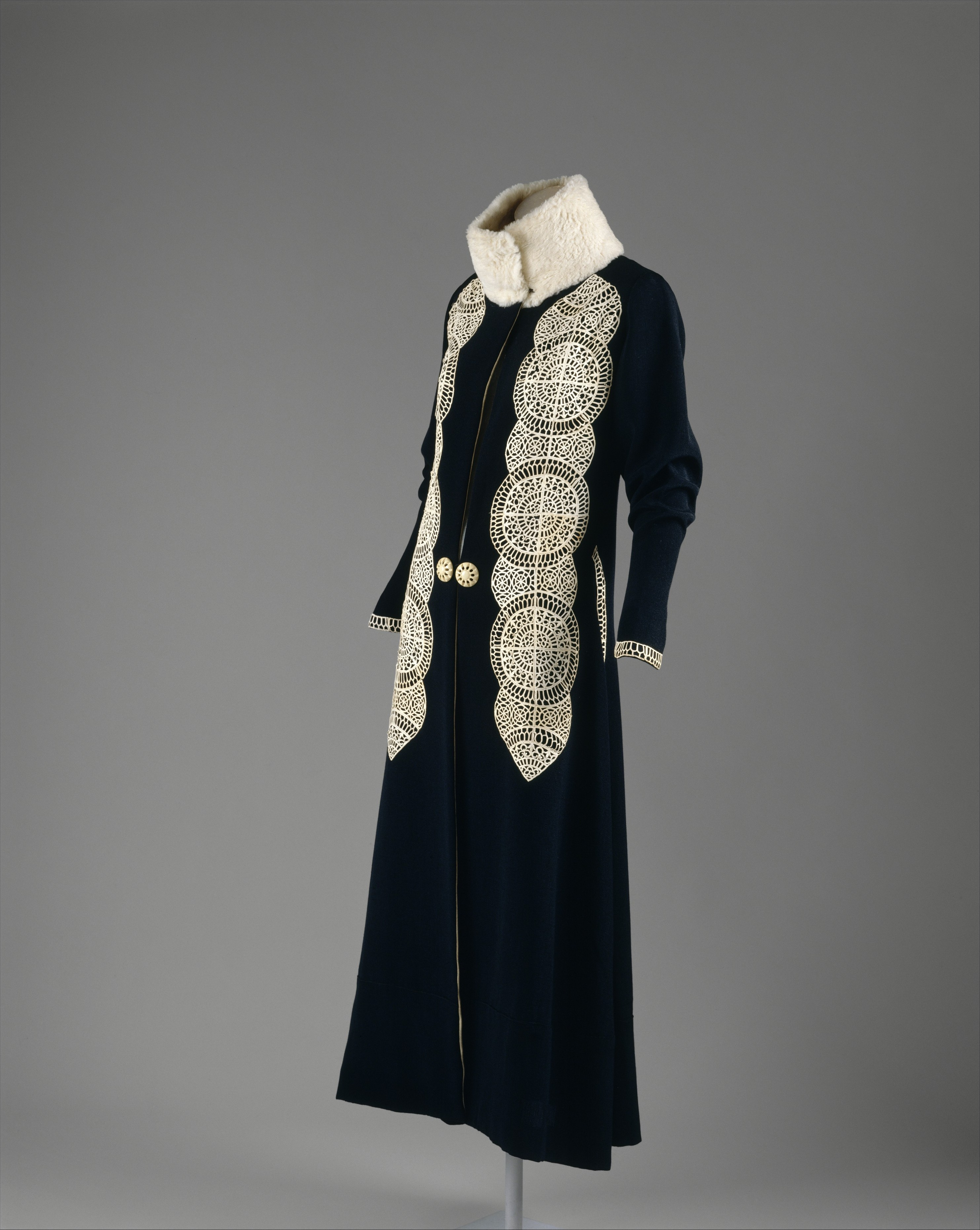
Manteau en laine, soie, cuir et fourrure (vers 1919), New York, Metropolitan Museum of Art.
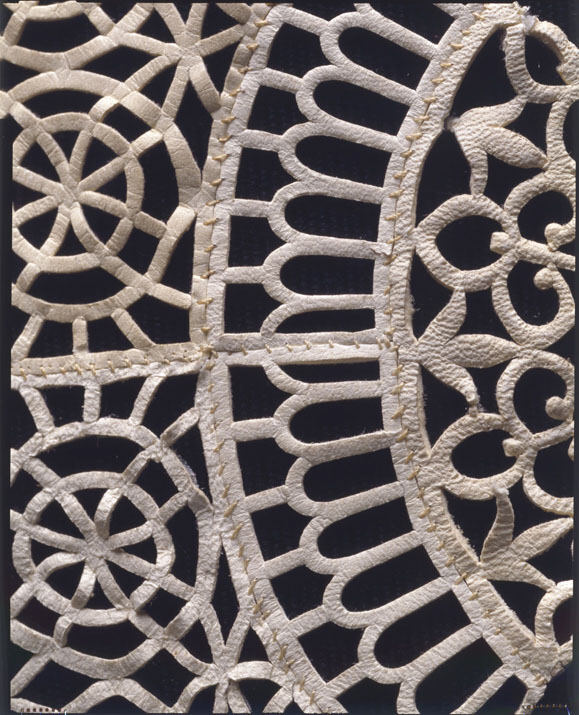
Détail du précédent.
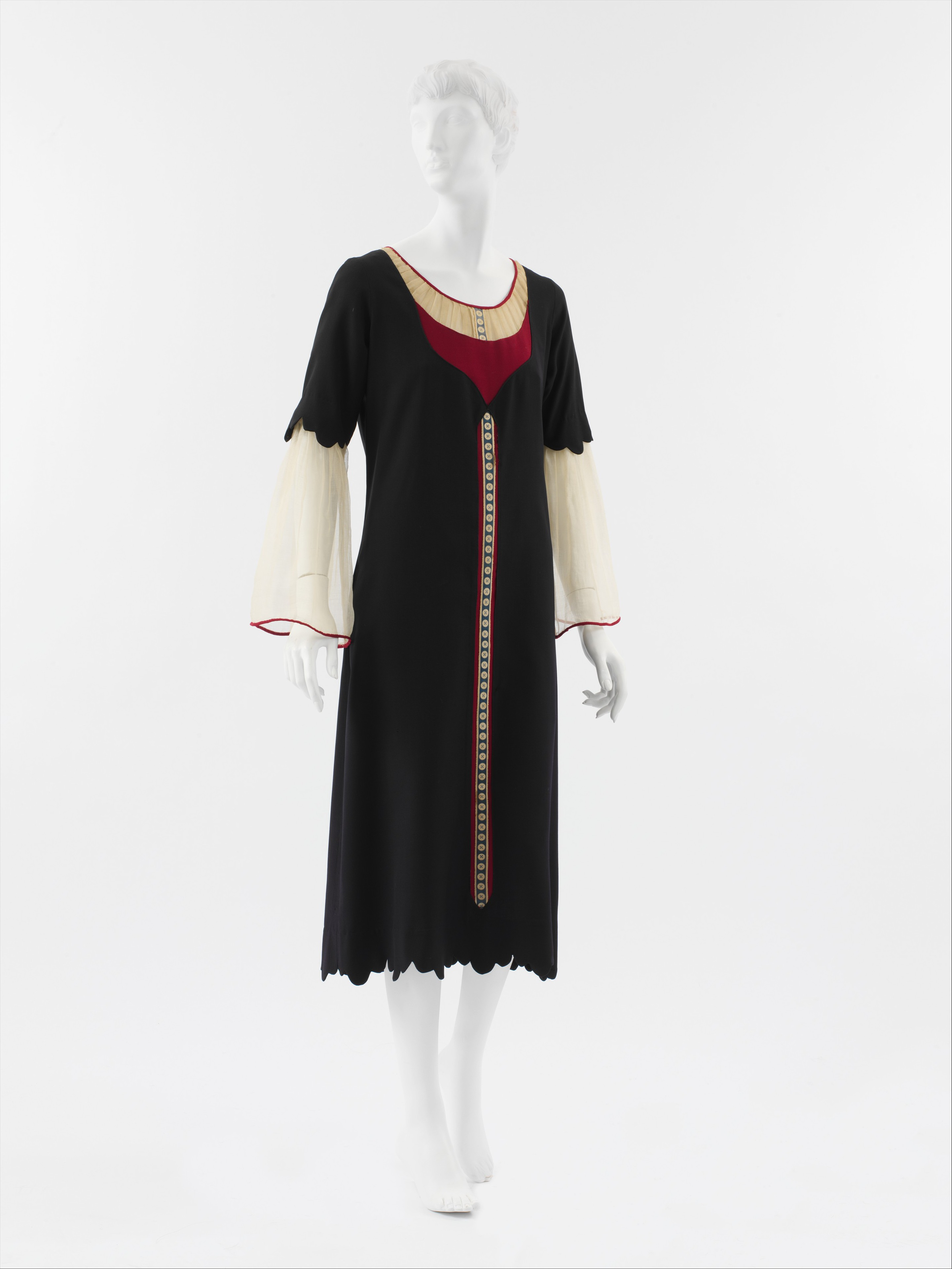
Robe en laine et soie (1925), New York, Metropolitan Museum of Art.
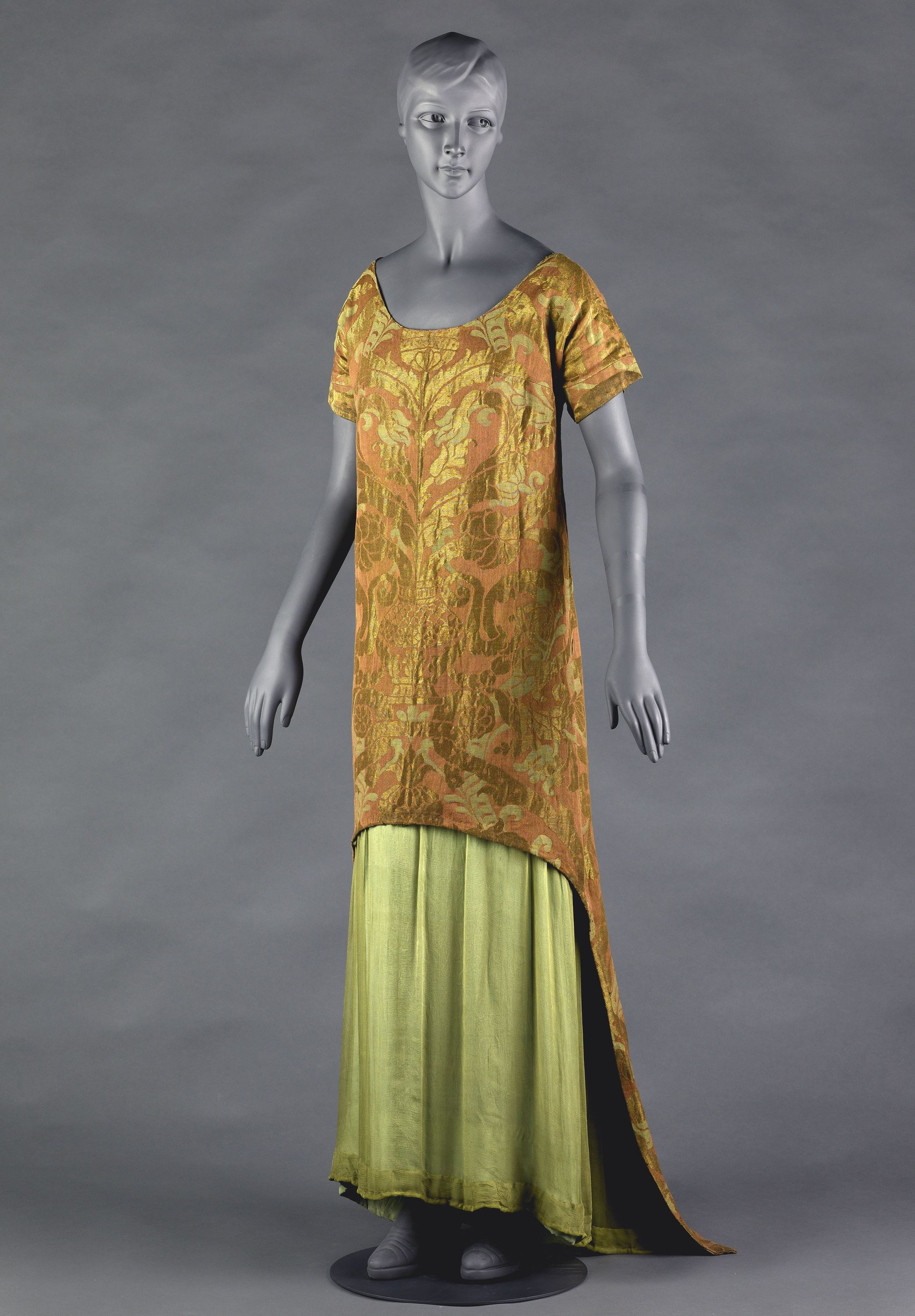
Jupe longue en crêpe et mousseline de soie (vers 1920), Palais Galliera, musée de la Mode de la Ville de Paris.
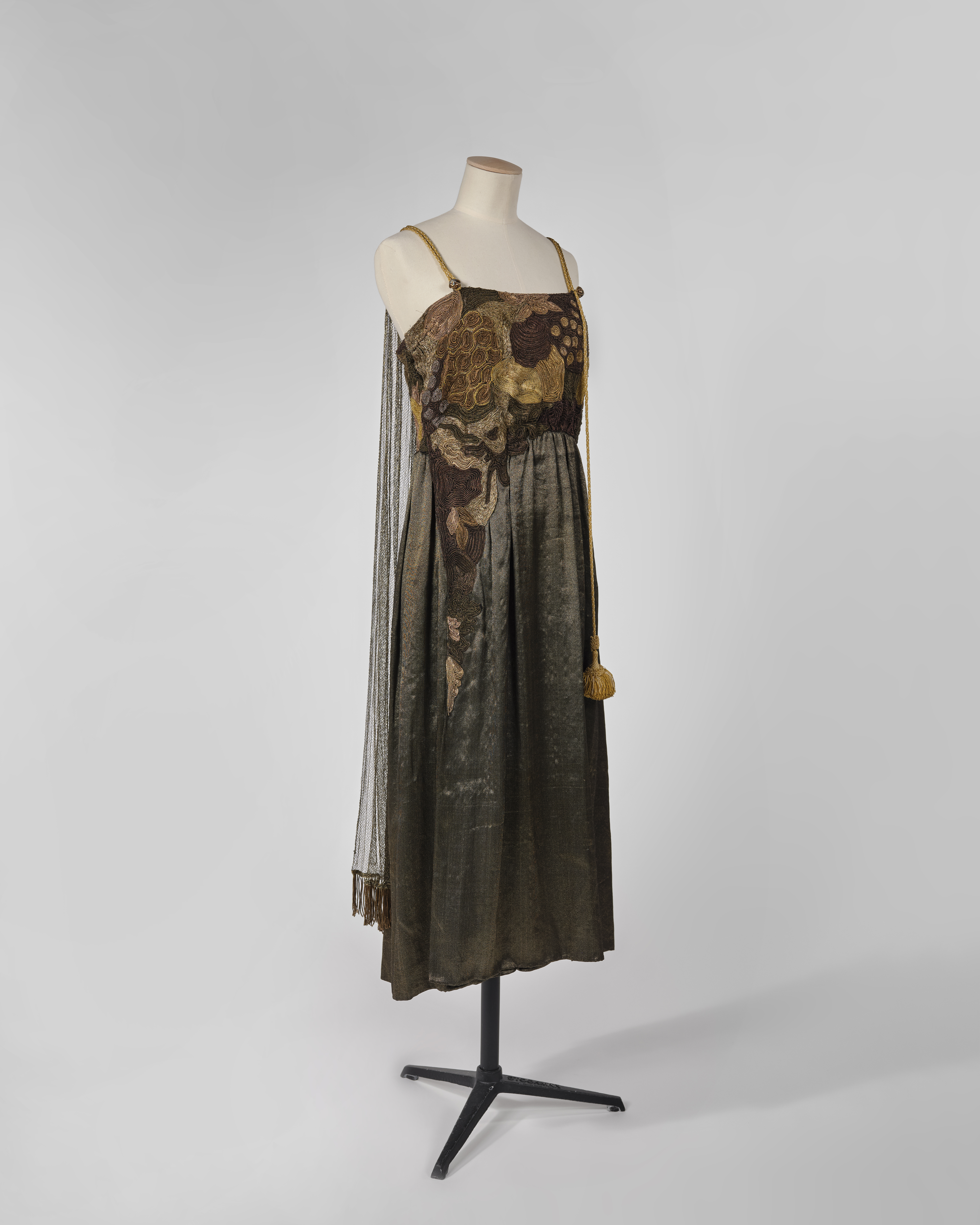
Robe courte en lamé et corsage brodé (vers 1919), Palais Galliera, musée de la Mode de la Ville de Paris.
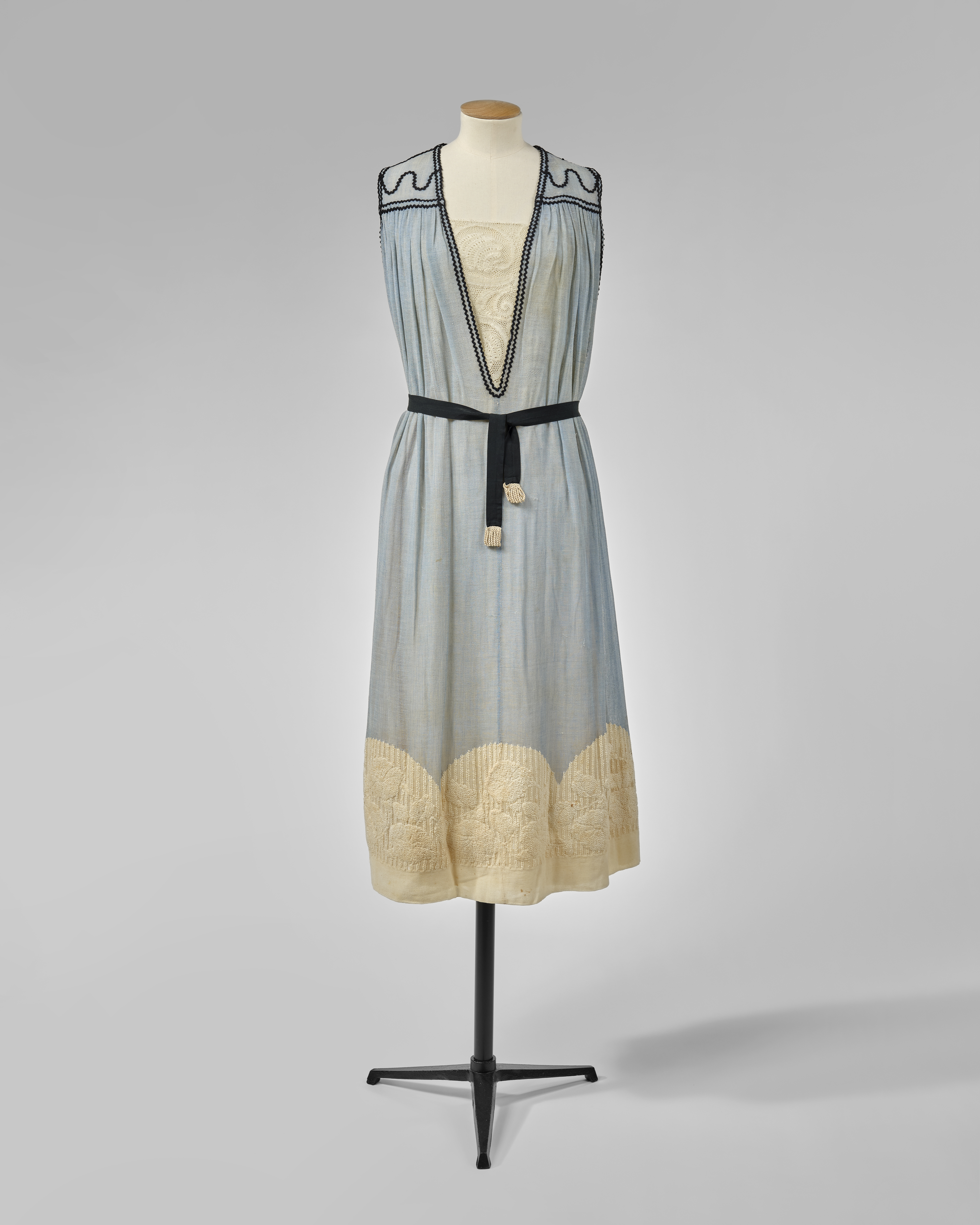
Robe en crêpe de lin bleu et blanc Rodier (1912), Palais Galliera, musée de la Mode de la Ville de Paris.
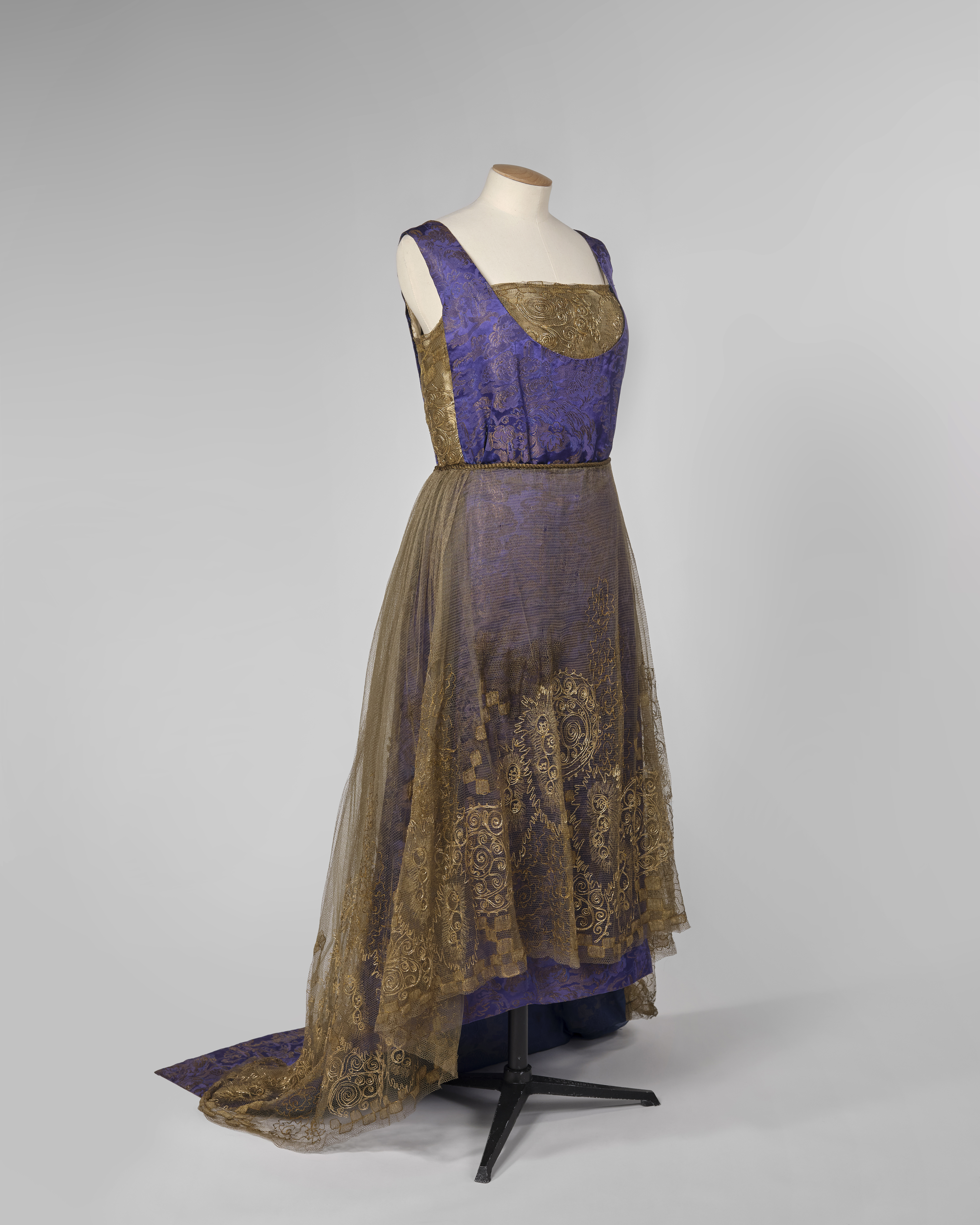
Robe à corsages superposés (1919), Palais Galliera, musée de la Mode de la Ville de Paris.
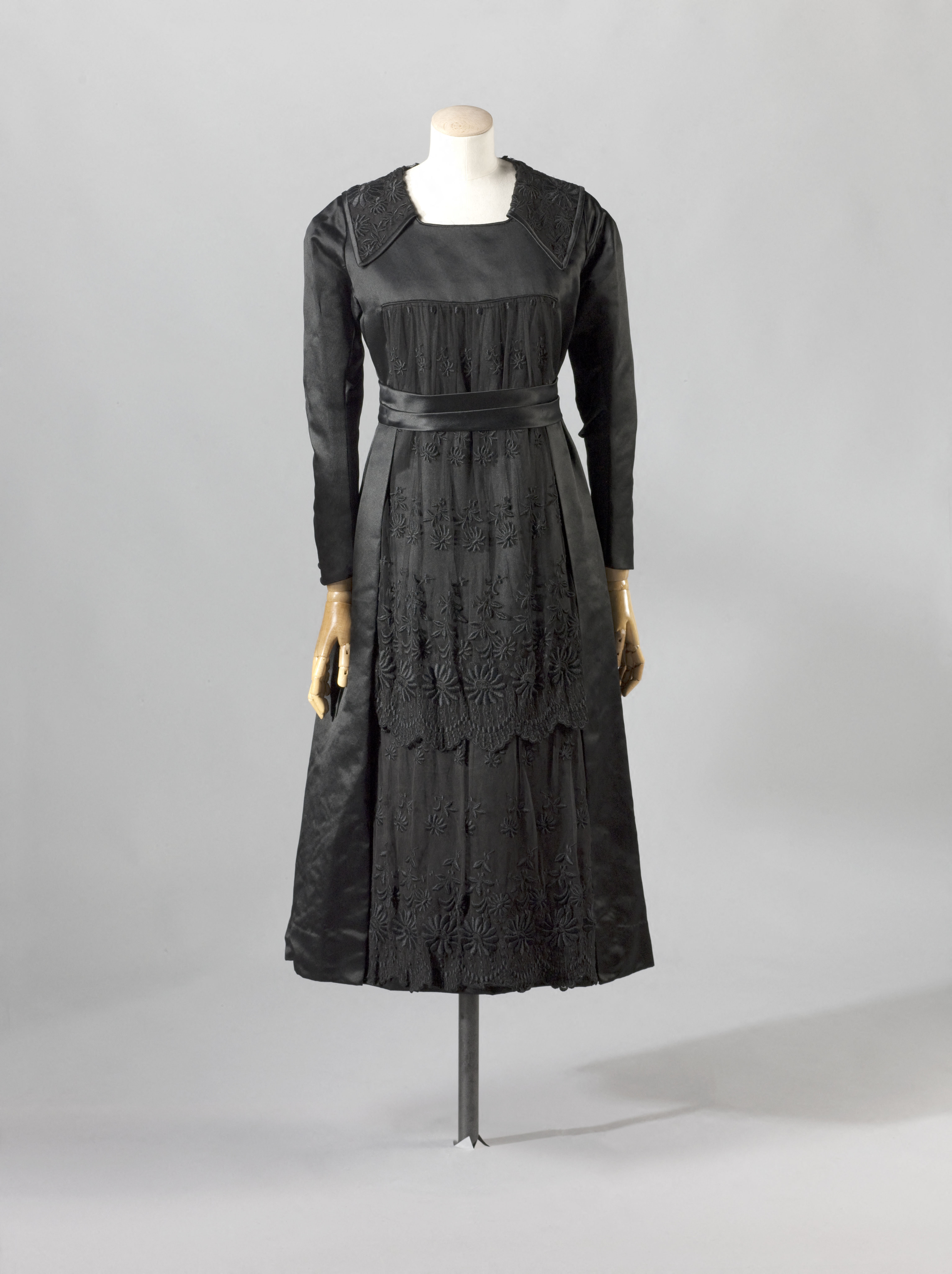
Robe de jour en soie et satin (1919), Palais Galliera, musée de la Mode de la Ville de Paris.
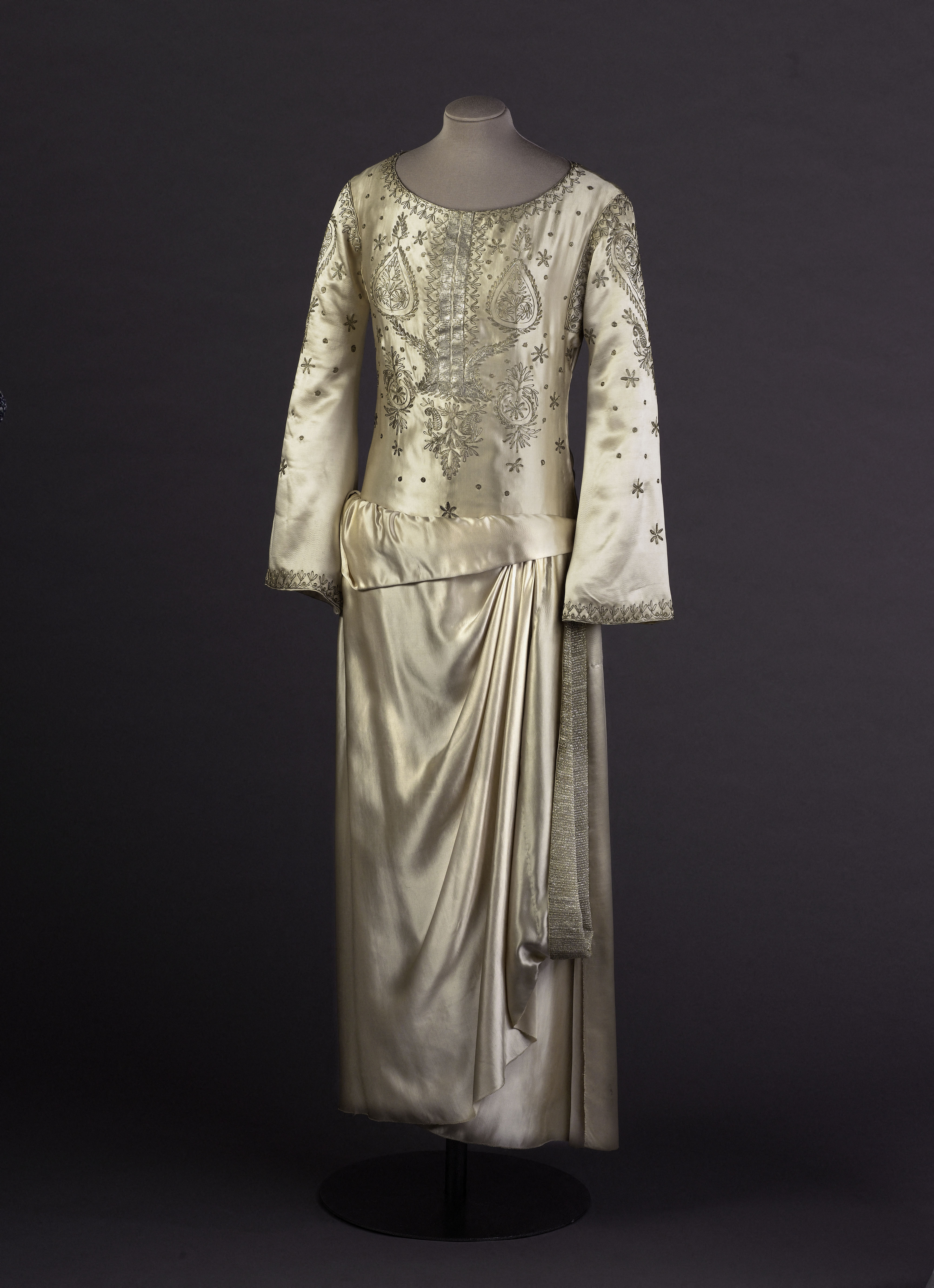
Robe de mariée en satin ivoire (1923), Palais Galliera, musée de la Mode de la Ville de Paris.
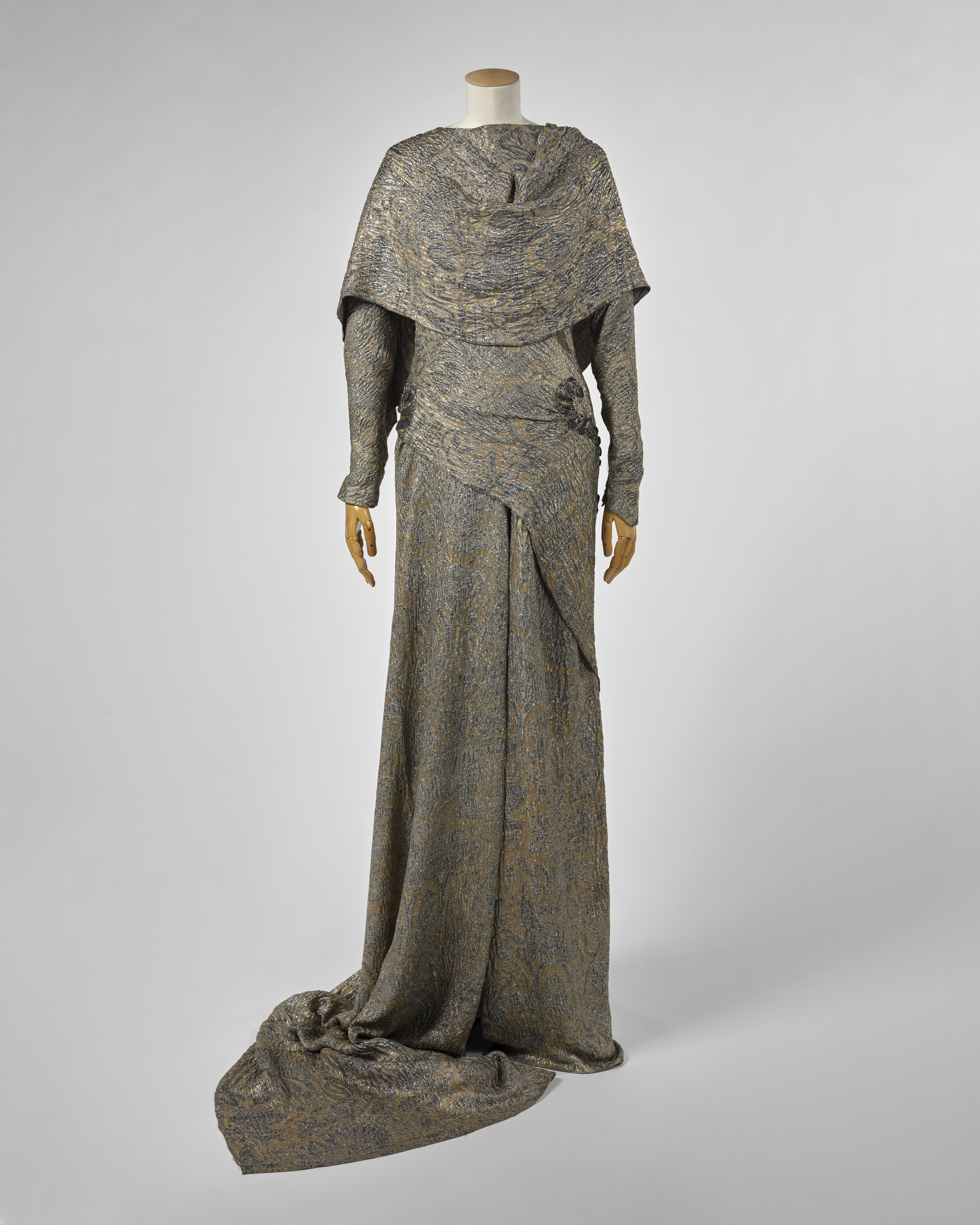
Robe du soir en lamé or et argent dite « Thamara » (1924), Palais Galliera, musée de la Mode de la Ville de Paris.
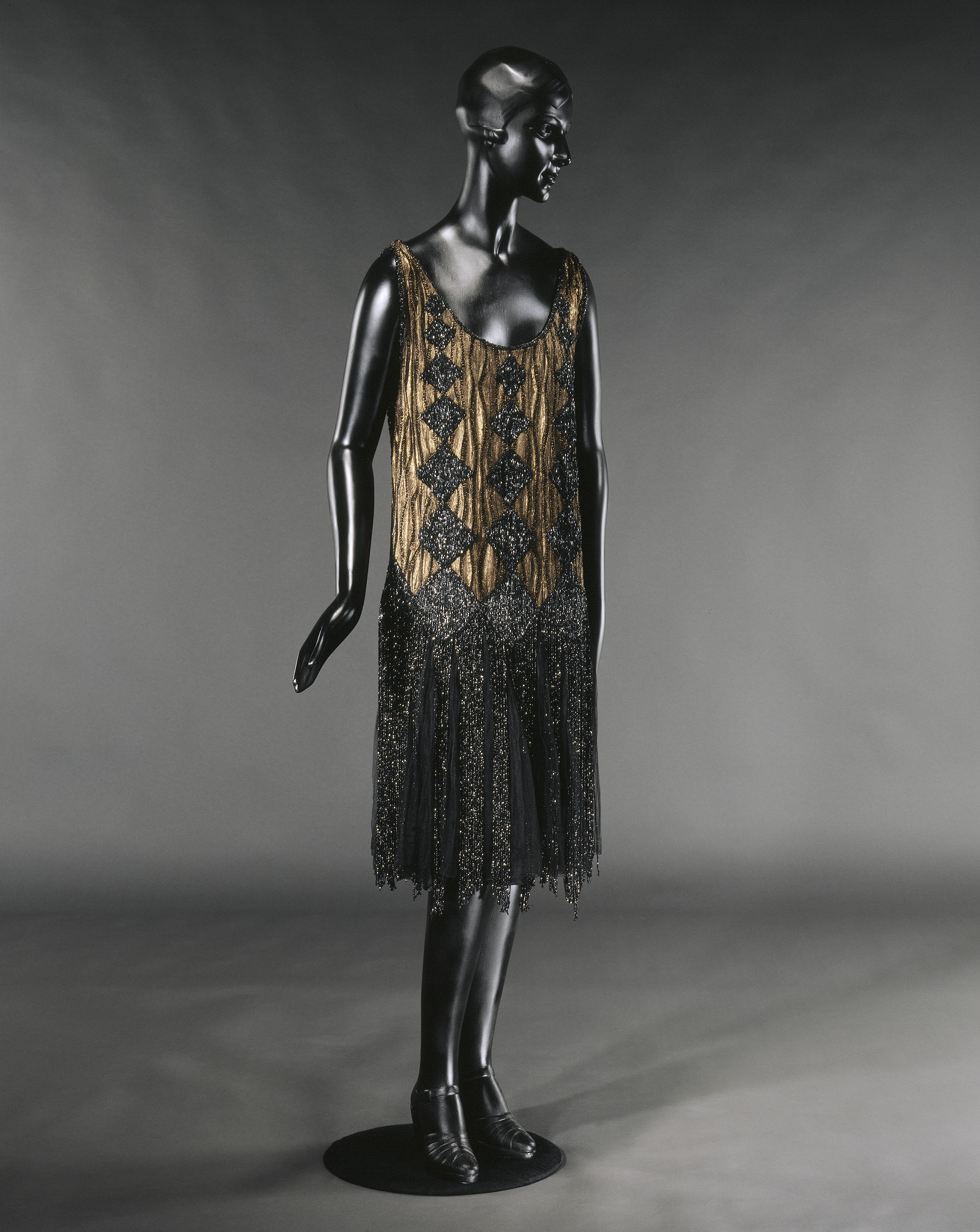
Robe du soir en lamé et tulle (1925), Palais Galliera, musée de la Mode de la Ville de Paris.
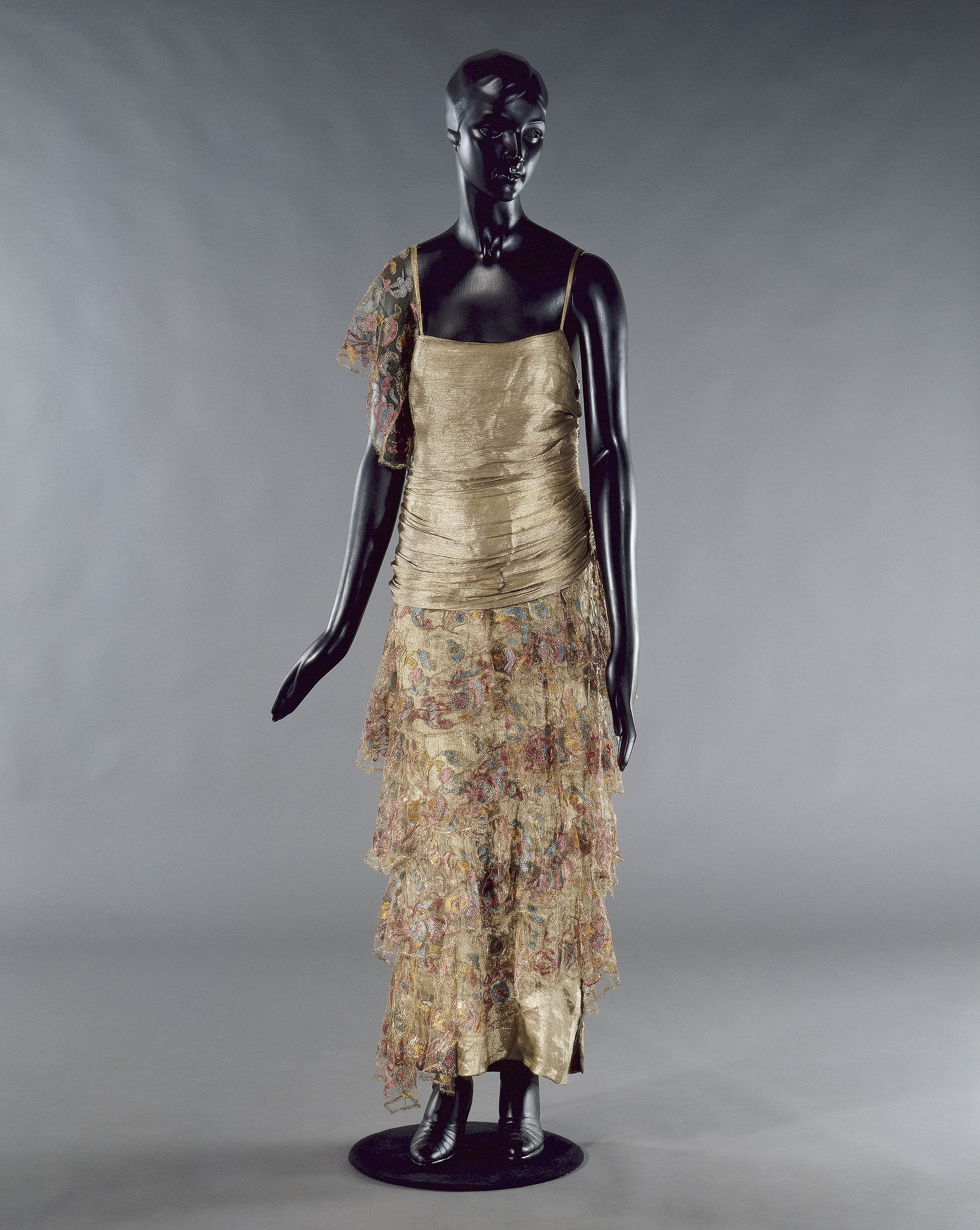
Robe de soirée « Comedia » (1923), Palais Galliera, musée de la Mode de la Ville de Paris.
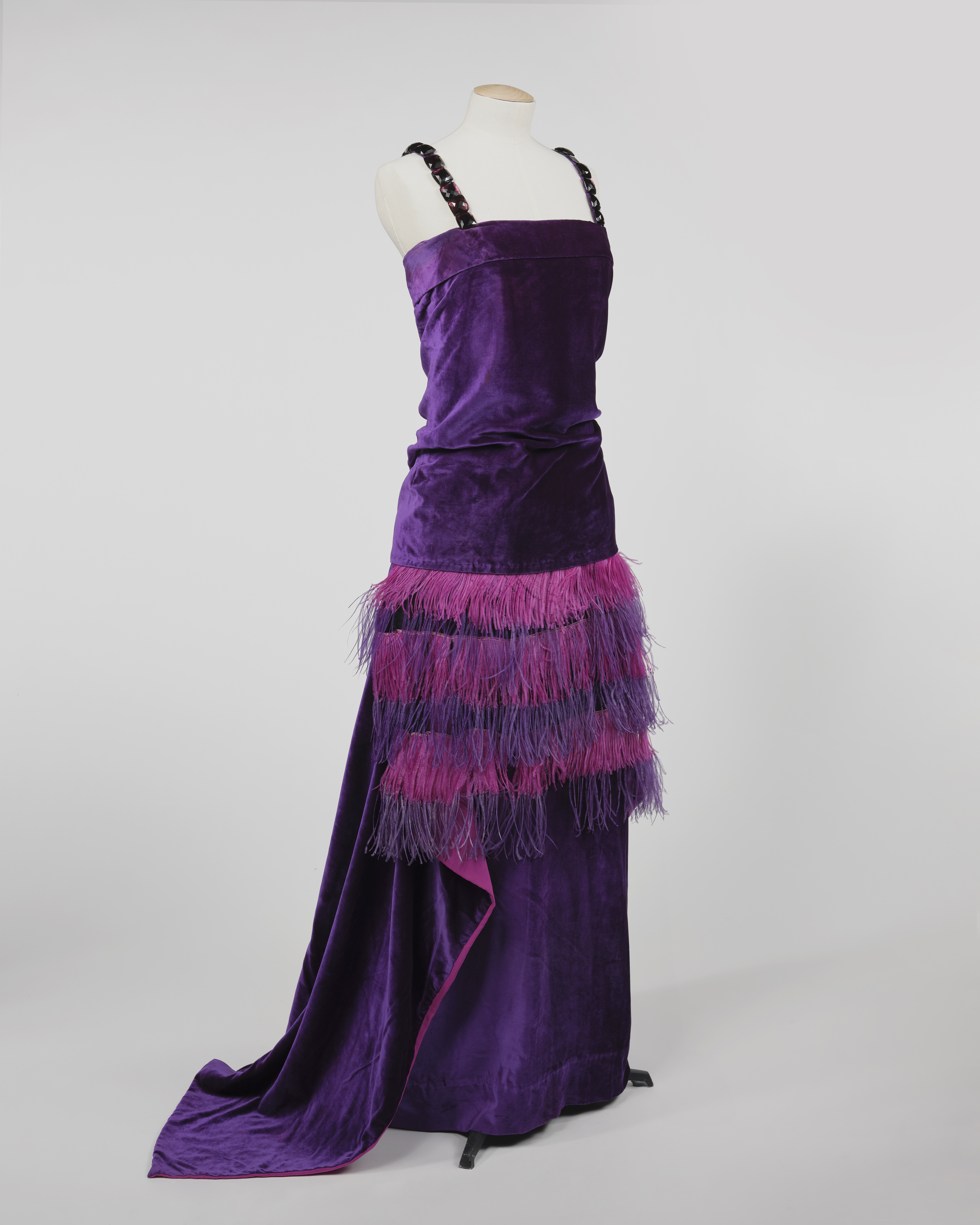
Robe du soir (1922), Palais Galliera, musée de la Mode de la Ville de Paris.
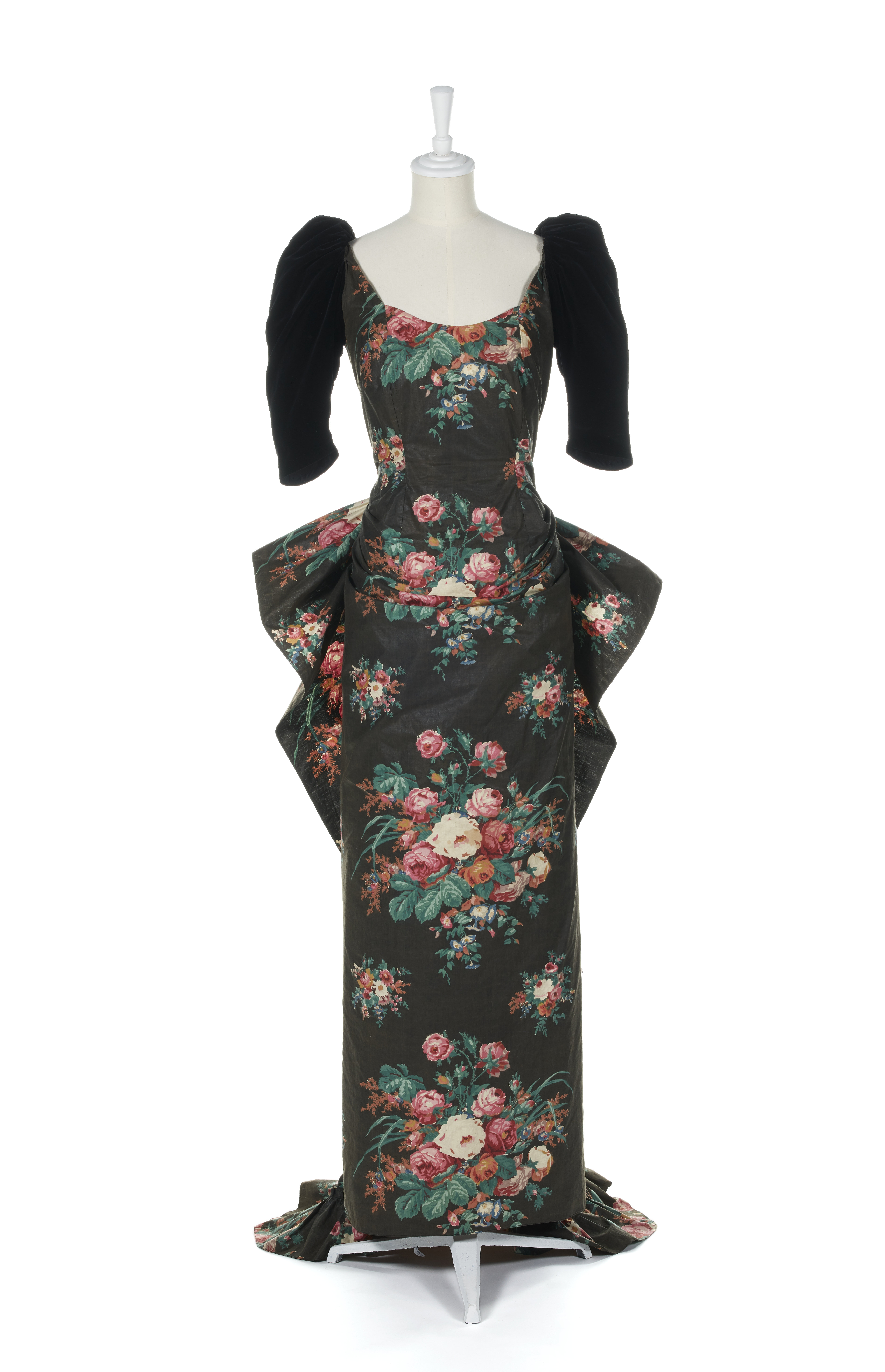
Robe en chintz imprimé à décor de bouquets de fleurs (entre 1937 et 1939), Palais Galliera, musée de la Mode de la Ville de Paris.
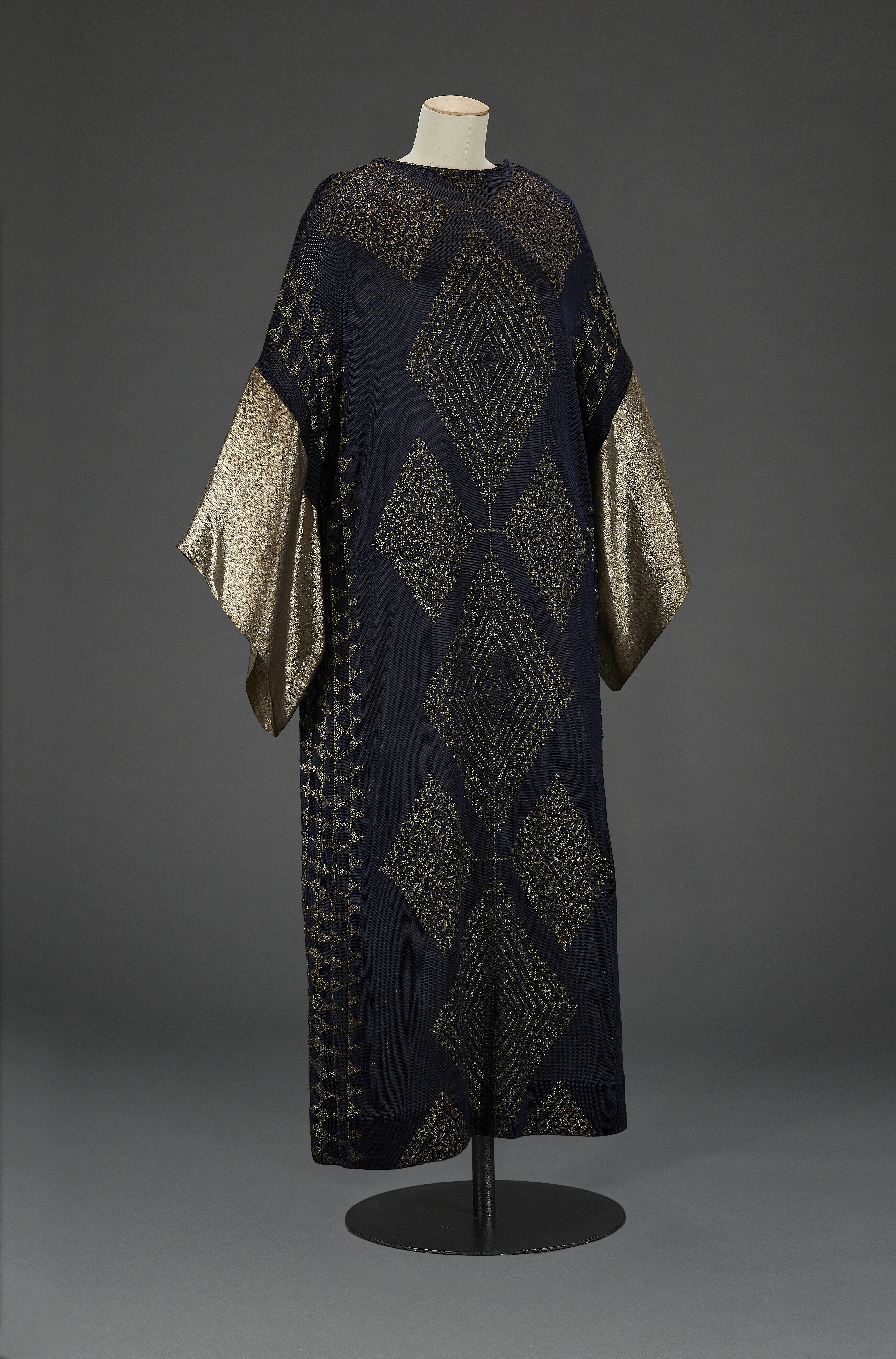
Robe en jersey de soie bleu marine, brodée de fils métalliques or (1922), Palais Galliera, musée de la Mode de la ville de Paris.
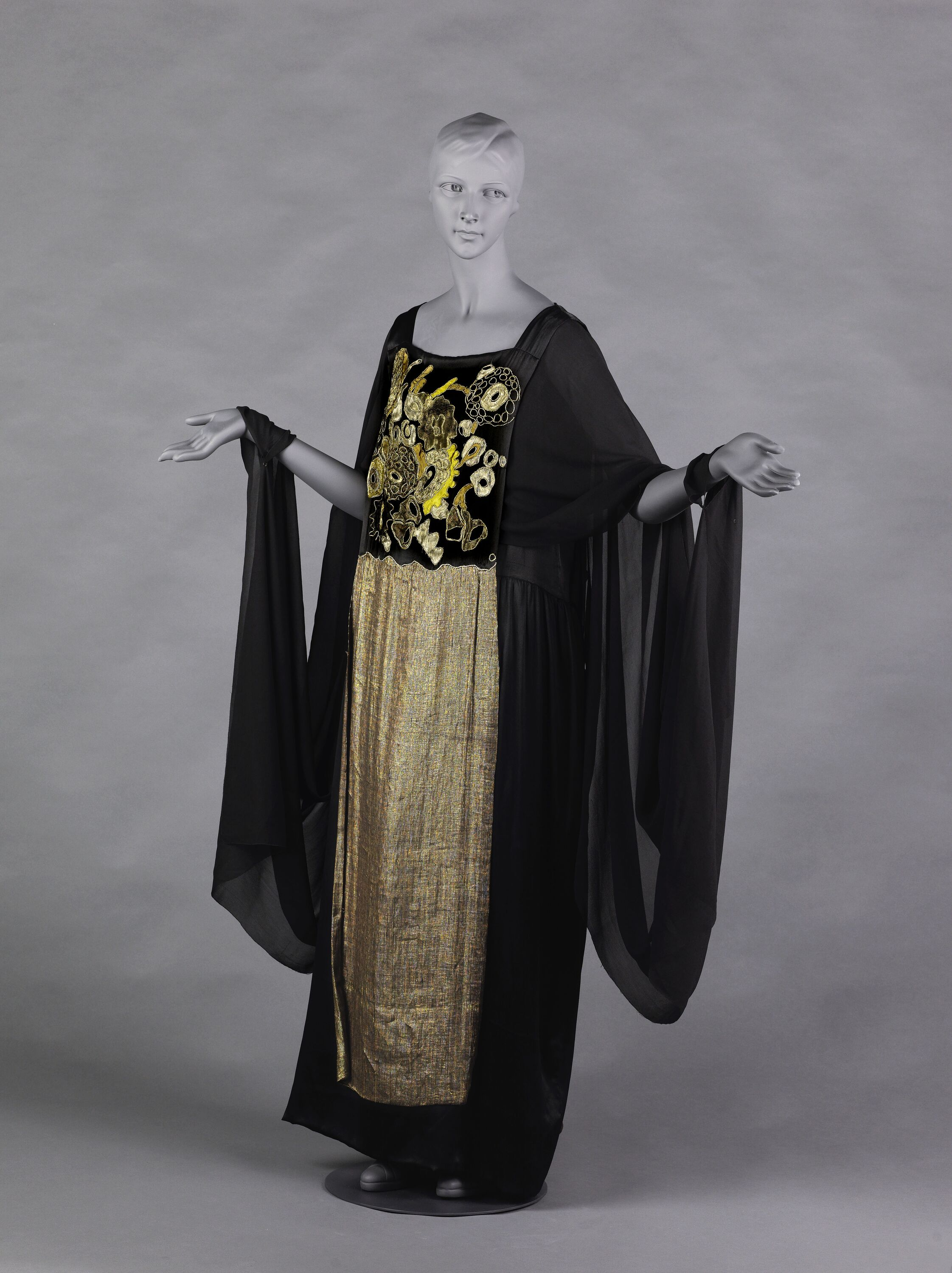
Robe portée pour des récitals (1923), Palais Galliera, musée de la Mode de la ville de Paris.
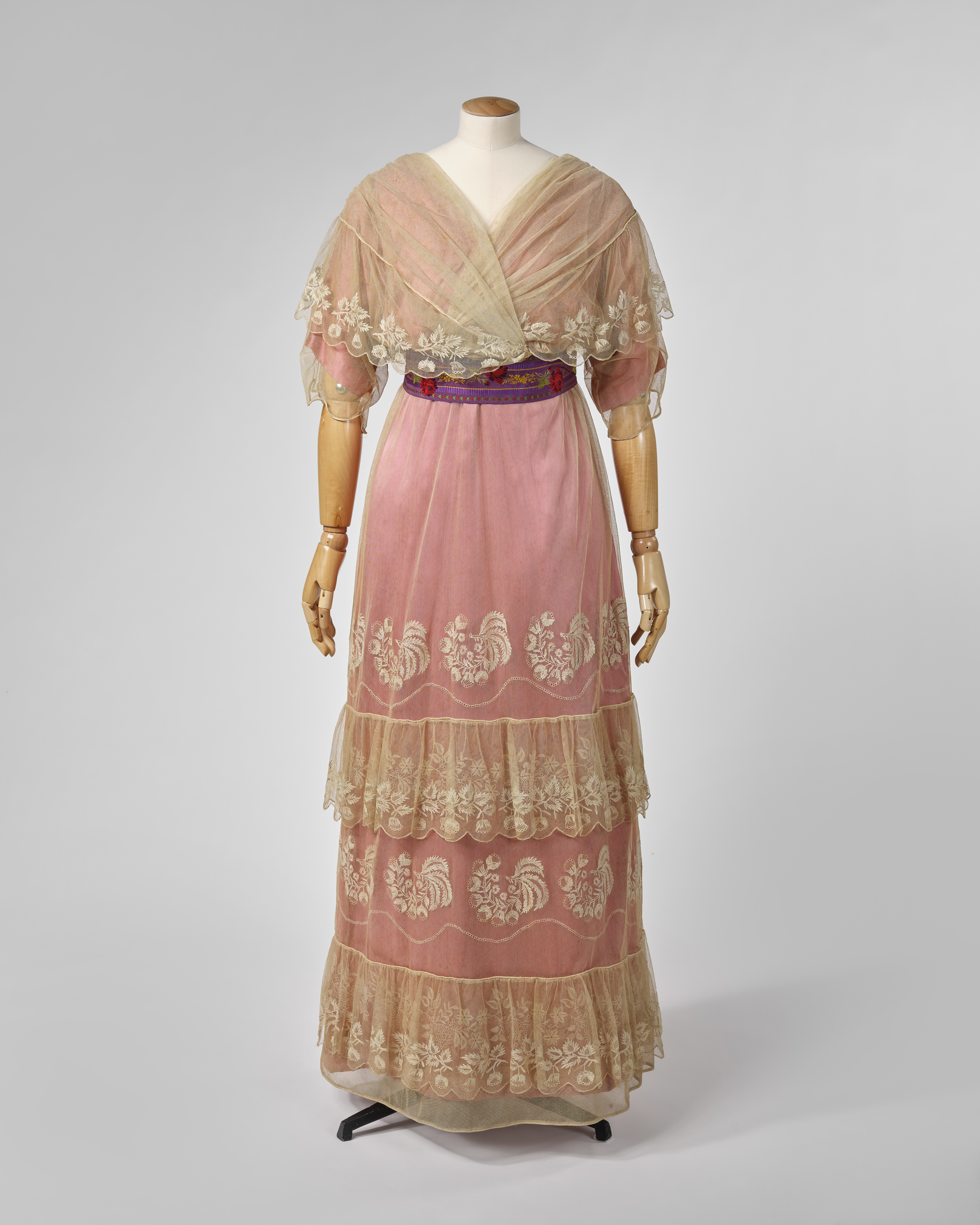
Robe en satin de soie voilé de tulle brodé (entre 1910 et 1912), Palais Galliera, musée de la Mode de la ville de Paris.
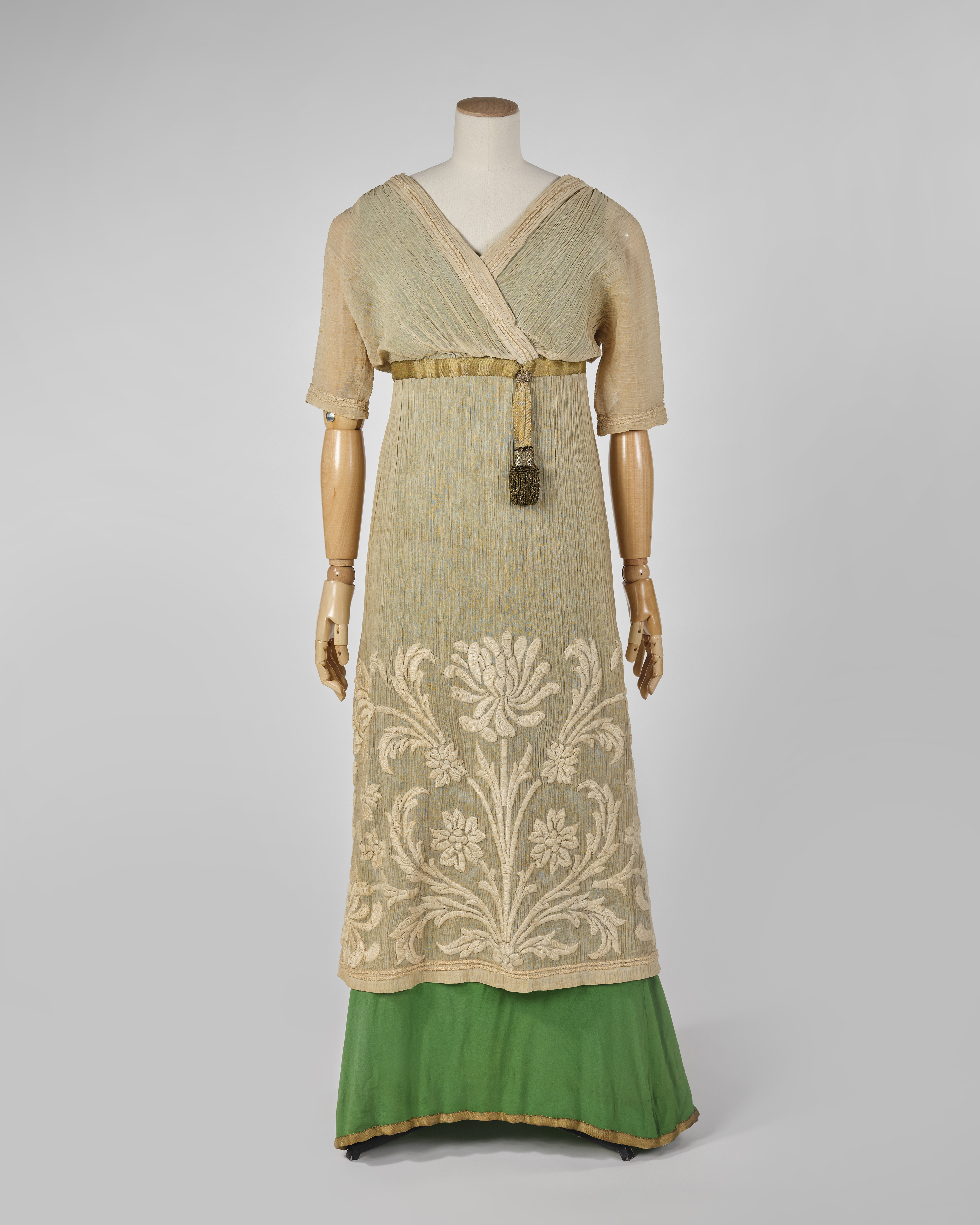
Robe forme Empire (1910), Palais Galliera, musée de la Mode de la ville de Paris.

## Hommage
Le lycée des métiers d'art et de la mode Paul-Poiret, fondé en 1920 et établi depuis 1961 au no 19 de la rue des Taillandiers (11e arrondissement de Paris) porte son nom. 

## Œuvre
La marque commerciale de Paul Poiret est un turban très enveloppant orné d'une aigrette, que son épouse rend célèbre.

### Collections et expositions posthumes
Les créations de Paul Poiret ont fait l’objet de plusieurs expositions.
- 1986 : « Paul Poiret et Nicole Groult, maîtres de mode Art Déco », Paris, Palais Galliera, exposition temporaire[23].
- 2005 : « La Création en liberté », Paris, galerie de la maison de couture Azzedine Alaïa, mai 2005. Exposition temporaire de la garde-robe personnelle de Denise Poiret préalable à la vente aux enchères[24] lors de laquelle les effets personnels de l'épouse du couturier réalisent des montants records, notamment un manteau d'automobile créé par Paul Poiret pour elle en 1914, qui est adjugé plus de 110 000 euros[25].
- 2007 : « Paul Poiret : Le Magnifique » (Paul Poiret: King of Fashion), New York, Metropolitan Museum. Première rétrospective d'envergure, conçue comme exposition itinérante, présentant de nombreuses pièces dont le musée a fait l'acquisition lors de la vente aux enchères qui s'est déroulé deux ans plus tôt[26].
- 2011 : « Paul Poiret : Le Magnifique » (Paul Poiret: King of Fashion), Moscou, Kremlin et Saint-Pétersbourg[27]. Présentation en Russie de la rétrospective itinérante créé en 2007 au Metropolitan Museum of Art, pour célébrer le centenaire de la visite de Paul Poiret à Moscou et Saint-Pétersbourg.
- 2013 : « Paul Poiret, couturier parfumeur », Grasse, musée international de la Parfumerie, exposition temporaire dédiée au travail pionnier de Poiret dans la parfumerie avec « Les Parfums de Rosine », lancés en 1911[28].
- 2025-2026 : « Paul Poiret, la mode est une fête », musée des Arts décoratifs (Paris)[29].
- La Fondation Alexandre Vassiliev conserve, en plus de vêtements et accessoires par la maison de couture, plusieurs peintures[30] de la main de Paul Poiret, ainsi que des effets personnels[31].

## Renouveau de la marque
Éteinte depuis 1933, la griffe Paul Poiret fait l’objet de nombreuses convoitises et plusieurs propriétaires se partagent les droits sur le nom. Le statu quo change lorsqu’au début des années 2010 la société luxembourgeoise Luvanis, spécialisée dans la relance de marques endormies, reprend l'ensemble des droits sur la marque dans le monde. 
Désormais unique propriétaire, Luvanis charge en 2014 la banque d’affaires londonienne Savigny Partners de l'aider à trouver le meilleur candidat pour faire renaître la marque. C’est le groupe de luxe sud-coréen Shinsegae International, notamment distributeur des marques Givenchy, Céline, Brunello Cucinelli et Moncler, qui est retenu en 2015 au terme d'un long processus de sélection.
Après plusieurs annonces dans la presse internationale, Shinsegae a confirmé la relance de Poiret depuis son berceau parisien en janvier 2018 avec la femme d'affaires belge Anne Chapelle (PDG et propriétaire des marques Ann Demeulemeester et Haider Ackermann) aux commandes de la maison et la couturière Yiqing Yin chargée des nouvelles collections. Poiret présente sa première collection de mode depuis 90 ans en mars 2018 à Paris.